# Tatra RT8D5
RT8D5 ist die Typenbezeichnung eines Straßenbahn-Triebfahrzeugs des tschechischen Herstellers ČKD Tatra in Prag. Die Fahrzeuge für die Manila Metro Rail Transit waren die letzten, bevor ČKD Tatra von der Siemens AG übernommen wurde.

## Geschichte
Nachdem in den 1990er Jahren die traditionellen Märkte von ČKD wegbrachen, musste man nach neuen Absatzmöglichkeiten suchen. Ein potentieller Kunde war Manila, hier sollte eine neue Stadtbahnlinie (die heutige MRT 3) aufgebaut werden. Im März 1996 wurde in Prag erstmals ein neuer dreiteiliger Triebwagen unter der Wagennummer 0029 getestet. Er wurde aus dem Typ KT8D5 entwickelt, was man dem Prototyp ansah. Er besaß auch noch dessen Steuerung, Aufteilung, sowie die Front- und Heckpartie und war gegenüber den späteren Serienfahrzeugen auch für den Zweirichtungsbetrieb mit einem Fahrzeug ausgelegt. Er war als Hochflurfahrzeug allerdings mit Türen ohne Klapptrittstufen ausgerüstet (wie bei den Serienwagen im Stadtbahnbetrieb vorgesehen) und konnte auf Straßenbahnstrecken nicht im Personenverkehr eingesetzt werden. Dieser Prototyp verblieb in Prag und wurde im Oktober 1998 zusammen mit dem Tatra-T5A5-Prototyp „0013“ und dem T3 „6663“ für verschiedene Crashtests in der Hauptwerkstatt in Praha-Hostivař verwendet und anschließend verschrottet.
Der erste Triebwagen wurde Ende 1997 nach Manila eingeflogen, alle weiteren folgten auf dem Seeweg. Die Fahrzeuge werden zumeist in Dreifachtraktion eingesetzt. Die RT8D5-Serienwagen haben andere Frontpartien als der Prototyp bekommen. Sie haben auch nur einen Führerstand und können deswegen nur in Doppel- oder Dreifachtraktion im Fahrgastverkehr eingesetzt werden.